# 阿富汗民族伊斯蘭運動
阿富汗民族伊斯蘭運動（波斯語：جنبش ملی اسلامی افغانستان）是阿富汗的一個已不存在的政黨。1992年3月，该党由阿卜杜勒·拉希德·杜斯塔姆建立，创始成員大多是穆罕默德·纳吉布拉政權的政府軍的烏茲別克族士兵。阿富汗內戰期間，曾加入北方聯盟。后来，被塔利班政權打敗，杜斯塔姆流亡國外。2001年，塔利班政權倒台後，杜斯塔姆才重返阿富汗，帶領该黨再次加入北方聯盟。2021年，塔利班再次夺取政权，杜斯塔姆又流亡国外，该党瓦解。